# 18 prairial
18 floréal 18 messidor
L'octidi 18 prairial, officiellement dénommé jour du pavot, est le 258e jour de l'année du calendrier républicain.
C'était généralement le 6e jour du mois de juin dans le calendrier grégorien.